# Familjebidrag
Familjebidrag kan sökas hos Försäkringskassan av den som är uttagen till "värnplikt, civilplikt eller allmän tjänsteplikt inom totalförsvaret". Bidraget, som är behovsprövat, kan utgå i form av bostadsbidrag, familjepenning, näringsbidrag eller begravningsbidrag.